# Richard Hohenemser
Richard Heinrich Hohenemser (* 10. August 1870 in Frankfurt am Main; † 8. April 1942 in Berlin) war ein deutscher Musikwissenschaftler.

## Leben

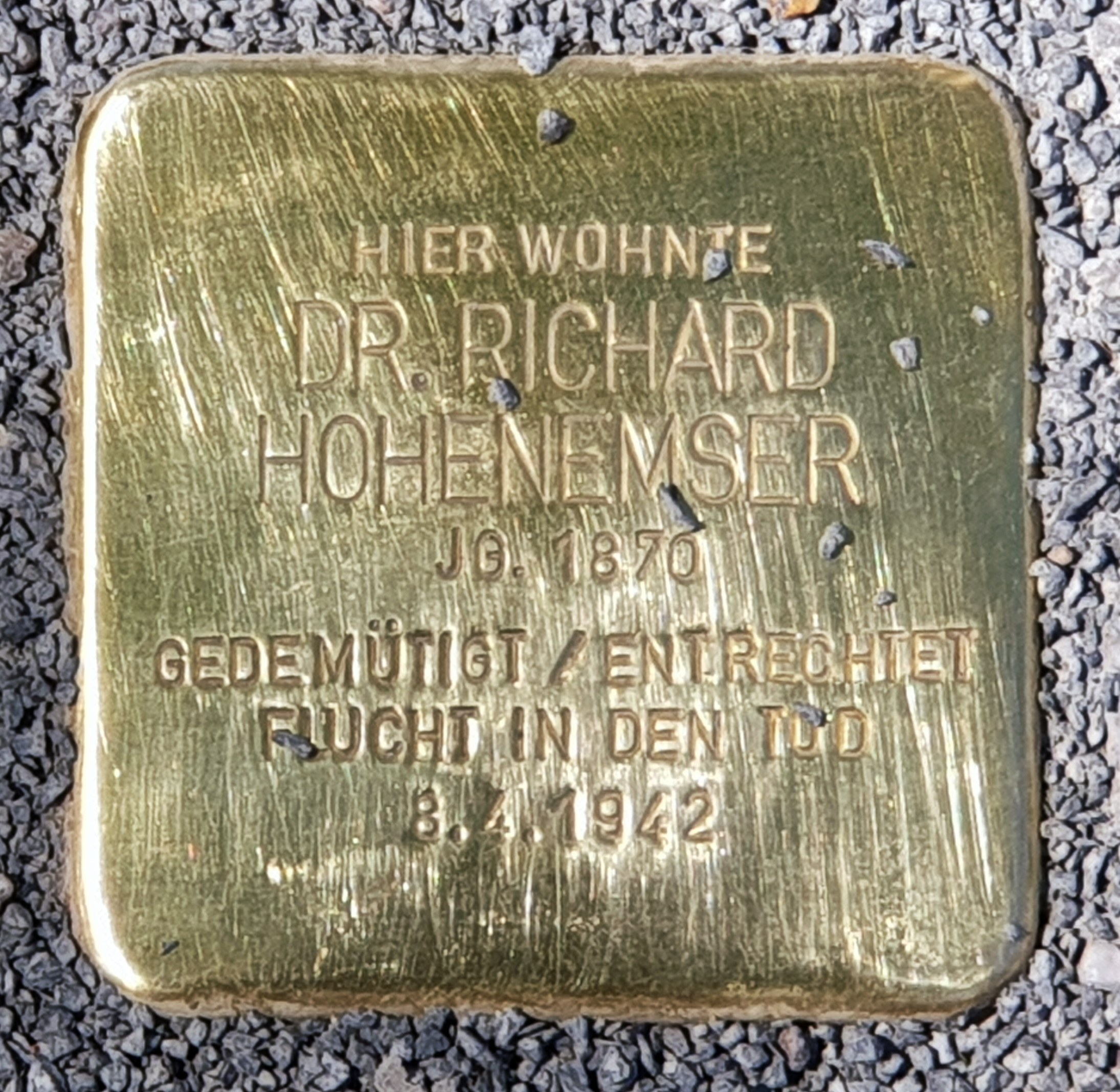
Stolperstein am Haus Havensteinstraße 26 in Berlin-Lankwitz

Hohenemser studierte 1892 bis 1896 an der Berliner Universität Musikwissenschaft bei Philipp Spitta, Heinrich Bellermann und Oskar Fleischer. 1896 bis 1899 setzte er seine Studien an der Universität München fort, wo er zu den Schülern von Adolf Sandberger gehörte und 1899 promoviert wurde.
Ab 1905 lebte er in Berlin, ab 1919 in seiner Heimatstadt Frankfurt. Später zog er wieder nach Berlin.
Aufgrund seiner jüdischen Herkunft gehörte er ab 1933 zu den Verfolgten des NS-Regimes. Zuletzt wohnte er in Berlin-Lankwitz, Havensteinstraße 26.
Um der Deportation zu entgehen, nahm er sich dort am 8. April 1942 zusammen mit seiner Frau das Leben, indem er Gas verströmen ließ. Seine Nichte Elisabeth Schumacher geb. Hohenemser und ihr Freund Philipp Schaeffer versuchten noch, das Paar zu retten, kamen aber zu spät. Beide wurden kurze Zeit darauf wegen ihrer Mitgliedschaft in der Widerstandsgruppe Rote Kapelle zum Tode verurteilt und hingerichtet.
Am 16. Juni 2021 wurden vor seinem ehemaligen Wohnort, Berlin-Lankwitz, Havensteinstraße 26, zwei Stolpersteine für seine Frau und ihn verlegt.

## Familie
Hohenemser war seit dem am 7. Januar 1905 mit der Engländerin Alice Salt (1879–1942) verheiratet. Ihr gemeinsamer Sohn ist der Flugzeugkonstrukteur Kurt Hohenemser (1906–2001), der 1947 in die USA emigrierte. Richard Hohenemser hatte zwei Schwestern, die wie er von Geburt an blind waren und ebenfalls vor ihrer Deportation Selbstmord begingen.
- Julie Clara Hohenemser (* 29. Dezember 1868; † 17. August 1942),
- Martha Elisabeth Hohenemser (* 14. Januar 1889 in Frankfurt am Main; † 22. September 1942).

## Veröffentlichungen

### Bücher
- Welche Einflüsse hatte die Wiederbelebung der älteren Musik im 19. Jahrhundert auf die deutschen Komponisten? Breitkopf & Härtel, Leipzig 1899 (Dissertation)
- Luigi Cherubini. Sein Leben und seine Werke. Breitkopf & Härtel, Leipzig 1913.
- Arthur Schopenhauer als Psychologe, Leipzig: Barth 1924

### Aufsätze (Auswahl)
- Johannes Brahms und die Volksmusik. In: Die Musik, Jg. 2.3, Band 7, 1902, S. 199, 422
- J. K. F. Fischer als Klavier- und Orgelkomponist. In: Monatshefte zur Musik-Geschichte, Jg. 34, 1902, S. 154–163, 167–176 und 183–189; Textarchiv – Internet Archive.
- Clara Wieck-Schumann als Komponistin. In: Die Musik, Jg. 5.4, Band 20, 1905/06, S. 113–126 (Textarchiv – Internet Archive) und S. 166–173 (Textarchiv – Internet Archive).
- Robert Schumann unter dem Einfluss der Alten. In: Die Musik, 1909.
- Beethoven als Bearbeiter schottischer und anderer Volksweisen. In: Die Musik, 1910.
- Formale Eigentümlichkeiten in Robert Schumanns Klaviermusik. In: Festschrift zum 50. Geburtstag Adolf Sandberger überreicht von seinen Schülern, München: F. Zierfuss, 1918, S. 21–50
- Zu Beethovens „Sonate pathétique“. In: Die Musik, Jg. 15.2 (Juni 1923), S. 655–658; Textarchiv – Internet Archive.
- Eduard Hanslick zum 100. Todestag. In: Die Musik, Jg. 17.2 (August 1925), S. 891–898; Textarchiv – Internet Archive.
- Joseph Joachim. In: Die Musik, Jg. 23.2 (Mai 1931), S. 641–644; Textarchiv – Internet Archive.